# Gorō Yamada
Gorō Yamada (jap. 山田 午郎 Yamada Gorō; ur. 3 marca 1894, zm. 9 marca 1958) – japoński piłkarz.

## Kariera klubowa
Jako piłkarz grał w klubie Tokyo SC.